# Russell (Kentucky)
Pour les articles homonymes, voir Russell.
Russell est une ville américaine située dans le comté de Greenup, dans le Kentucky. Selon le recensement de 2020, sa population est de 3 744 habitants.